# Verein Alltag Verlag
Der Verein Alltag Verlag ist ein österreichischer Buchverlag mit Sitz in Wiener Neustadt, der vor allem wissenschaftliche Literatur publiziert. Verlegt werden unter anderem Michael Amon, Michael Rosecker, Thomas Schmidinger und Werner Sulzgruber. Der Verlag hat sich als Verein konzipiert, dessen Obmann Michael Rosecker ist. Vereinsmitglied bis zu seinem Tode war auch der Widerstandskämpfer und Sozialforscher Karl Flanner, von dem ebenfalls fünf Bücher beim Alltag Verlag erschienen.

## Autoren
|  |  | - Alicia Allgäuer - Michael Amon - Anton Blaha - Erich Fein - Karl Flanner |  | - Brigitte Haberstroh - Horst Hahn - Maximilian Huber - Annemarie Moser - Bernhard Müller |  | - Dragan Perak - Michael Rosecker - Thomas Schmidinger - Werner Sulzgruber - Albin Windbichler |

## Auszeichnungen
- 2015: Bruno-Kreisky-Preis für das politische Buch für besondere verlegerische Leistungen[1]